# رابی کوک
رابی کوک (انگلیسی: Robbie Cooke; ۱۶ فوریهٔ ۱۹۵۷ – ۷ اوت ۲۰۲۱) بازیکن فوتبال اهل بریتانیا بود.
از باشگاه‌هایی که در آن بازی کرده‌است می‌توان به باشگاه فوتبال منزفیلد تاون، باشگاه فوتبال کمبریج یونایتد، باشگاه فوتبال پیتربورو یونایتد، باشگاه فوتبال نورث‌همپتون اسپنسر، باشگاه فوتبال لوتون تاون، باشگاه فوتبال میلوال، باشگاه فوتبال کترینگ تاون، باشگاه فوتبال برنتفورد، و باشگاه فوتبال گرنثم تاون اشاره کرد.
وی همچنین در تیم ملی فوتبال انگلیس C بازی کرده‌است.